# Euherrichia monetifera
Euherrichia monetifera är en fjärilsart som beskrevs av Achille Guenée 1852. Euherrichia monetifera ingår i släktet Euherrichia och familjen nattflyn. Inga underarter finns listade i Catalogue of Life.